# Падден, Сара
Сара Энн Падден (англ. Sarah Ann Padden, 16 октября 1881 — 4 декабря 1967) — американская актриса. Родилась в Лондоне, а детство провела в Чикаго, где получила образование в католической школе. Её родители желали, чтобы дочь стала монахиней, но либерально настроенный священник местного церковного прихода поощрял желание Падден стать актрисой.
В 1906 году, после нескольких лет участия в региональных театрах, Падден дебютировала на Бродвее. В 1926 года стартовала её карьера в кино, продолжавшаяся до 1958 года. За это время актриса снялась более чем в полутора сотне фильмов, среди которых «Анна Каренина» (1935), «Дети завтрашнего дня» (1934), «Лицо женщины» (1941), «Безумный монстр» (1942), «Палачи тоже умирают!» (1943), «Дакота» (1945), «Шомпол» (1947), «Дом у реки» (1950) и «Обоз из Юты» (1951). Помимо этого, в 1950-е годы она много работала на телевидении, появившись в сериалах «Приключения Супермена» и «Письмо к Лоретте».

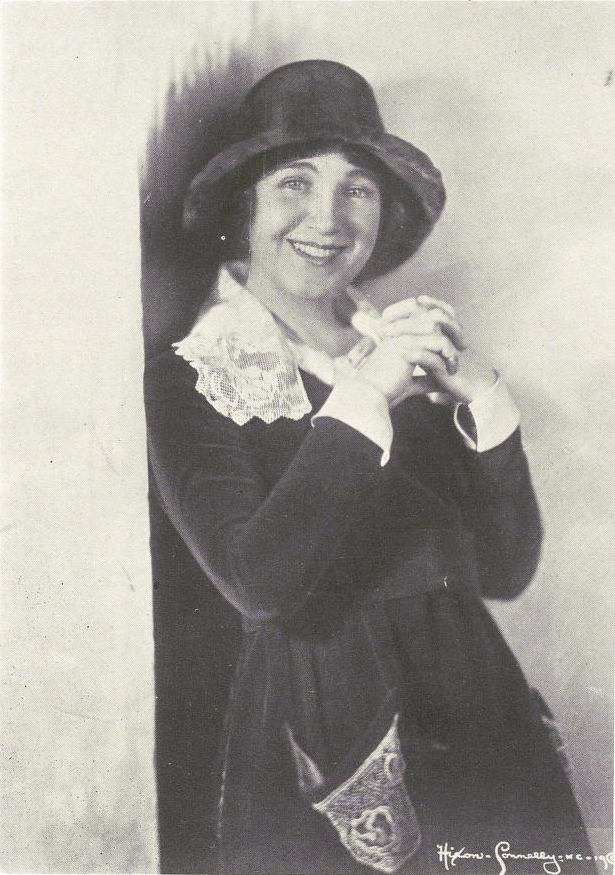
Сара Падден в 1918 г.

Сара Падден много времени уделяла спорту. Она была любительницей игры в теннис и гольф, а в 1919 году даже считалась одной из лучших женских игроков в гольф в США. Актриса умерла в Лос-Анджелесе в 1967 году в возрасте 86 лет. Похоронена на кладбище Святого креста в Калвер-Сити.

## Избранная фильмография
| Год  |   | Русское название     | Оригинальное название | Роль                    |
| ---- | - | -------------------- | --------------------- | ----------------------- |
| 1931 | ф | Плохая девчонка      | Bad Girl              | миссис Гарднер          |
| 1932 | ф | Гранд-отель          | Grand Hotel           | горничная в комнате 174 |
| 1943 | ф | Палачи тоже умирают! | Hangmen Also Die!     | госпожа Дворжак         |